# Понтони VI (Кампобасо)
Понтони VI је насеље у Италији у округу Кампобасо, региону Молизе.
Према процени из 2011. у насељу је живело 40 становника. Насеље се налази на надморској висини од 626 м.